# Вольфрамові рудопрояви Середнього Побужжя
Вольфрамові рудопрояви Середнього Побужжя приурочено до магнезіальних скарнів та скарноподібних порід, які утворилися переважно по висококальцієвих породах хащувато-заваллівської світи на контактах з тілами апліто-пегматоїдних гранітів. Крім літологічного фактору, на розміщення шеєлітоносних скарнів впливає тектонічний фактор –– як правило, всі скарноїди приурочені до зон тріщинуватості з ознаками метасоматичних перетворень вміщуючих порід. Шеєлітова мінералізація часто є супровідною на проявах золота й заліза.

## Характеристика
Савранський рудопрояв, розташований у межах однойменного рудного поля, приурочений до скарнів та скарноподібних порід, розміщення яких контролюється зоною субмеридіонального розлому. З цією ж зоною пов'язана золота, вісмутова та арсенідно-нікелева мінералізація, утворюючи, таким чином, полігенне комплексне зруденіння. Вміст сульфідів у метасоматичних плямистих та смугастих клінопіроксенових скарноїдах коливається на рівні 3—4 %, іноді до 10 %. Шеєліт у рудних інтервалах асоціює з арсенопіритом, халькопіритом, піритом, галенітом, молібденітом, вісмутином, самородним вісмутом, золотом та іншими мінералами. Рудна зона насичена субзгідними тілами апліто-пегматоїдних гранітів. Аномалія вольфраму простежена по простяганню на 5 км при ширині до 100 м. Вміст вольфраму коливається від 0,01 до 0,15 %. Становить інтерес як супровідний елемент золотого зруденіння, масштаб якого зростає в північному напрямку.
Секретарський прояв, аналогічно попередньому, пов'язаний з гранат-магнетит-піроксеновими скарнами, які утворилися по кальцифірах хащувато-заваллівської світи і залягають у вигляді прошарків серед основних кристалічних сланців у південно-західному замиканні Тарнуватської структури. Вміст вольфраму становить 0,001—0,1 %. Скарновані породи характеризуються аномальним вмістом золота — 0,03—0,04 г/т.
Сприятливі геологічні фактори та прямі пошукові ознаки вольфрамового зруденіння дозволяють припустити можливість виявлення на Середньому Побужжі промислових об'єктів. До того ж скарнові родовища вольфраму, як правило, комплексні.